# Санто Доминго (Порторико)
Санто Доминго (шп. Santo Domingo) град је у америчкој острвској територији Порторико, острвској држави Кариба.

## Демографија
По попису из 2010. године број становника је 3.156, што је 477 (-13,1%) становника мање него 2000. године.
| Група             | 2000.         | 2010.         |
| Белци             | 8 (0,2%)      | 15 (0,5%)     |
| Афроамериканци    | 185 (5,1%)    | 471 (14,9%)   |
| Азијати           | 1 (0,0%)      | 4 (0,1%)      |
| Хиспаноамериканци | 3.624 (99,8%) | 3.140 (99,5%) |
| Укупно            | 3.633         | 3.156         |